# Diogo Soares (cartógrafo)
Diogo Soares (Lisboa, 1684 - Goiás, 1748) foi um cartógrafo português e padre jesuíta responsável pelo primeiro levantamento das latitudes e longitudes de uma vasta área do território brasileiro.

## Biografia
Diogo Soares nasceu em Lisboa em 1684, e tornou-se jesuíta em 1701. Foi professor de Humanidades e Filosofia, na Universidade de Évora, e leccionou na Aula da Esfera, no Colégio de Santo Antão, em Lisboa, entre 1721 e 1722.
É nomeado cartógrafo régio e, em 1729, segue para o Brasil, acompanhado do padre italiano Domenico Capacci (Domingos Capassi) (1694-1736), por ordem de João V de Portugal, com o objectivo de elaborar mapas. Ambos eram designados por padres matemáticos, ou astrónomos. 
Um dos seus principais trabalhos, são as denominadas Cartas Sertanistas, rascunhos em que Soares foi apontando as descobertas de novos territórios, ou regiões, com alguma importância económica, nomeadamente Minas Novas do Fanado (ou do Araçuaí), no norte, e a Zona da Mata, no Sul.
Também se incluem nestas Cartas, o desenho das duas principais vias de comunicação entre o Rio de Janeiro, e as Minas de Ouro (actulmente o Estado de Minas Gerais): Caminho Velho (por Parati e Taubaté), e Caminho Novo (de Porto de Estrela para Minas Gerais, construído entre 1698 e 1704).